# Karol Malczewski (1720–1805)
Karol Euzebiusz Skarbek-Malczewski herbu Abdank (ur. w 1720; zm. w 1805) – polski szlachcic, generał wojsk koronnych w 1767 roku, generał-lejtnant w latach 1785–1790, komendant Dywizji Wielkopolskiej, szambelan Stanisława Augusta Poniatowskiego w 1784 roku, poseł do Stambułu w 1755 roku, starosta jadowski.

## Życiorys
Był członkiem konfederacji radomskiej 1767 roku.
W załączniku do depeszy z 2 października 1767 roku do prezydenta Kolegium Spraw Zagranicznych Imperium Rosyjskiego Nikity Panina, poseł rosyjski Nikołaj Repnin określił go jako posła właściwego dla realizacji rosyjskich planów na sejmie 1767 roku za którego odpowiada król, poseł województwa poznańskiego i województwa kaliskiego na sejm 1767 roku. Wszedł w skład delegacji Sejmu, wyłonionej pod naciskiem posła rosyjskiego Nikołaja Repnina, powołanej w celu określenia ustroju Rzeczypospolitej. Był posłem na Sejm Repninowski z województwa poznańskiego. Komisarz z rycerstwa w Komisji Wojskowej Koronnej w latach 1765–1770 i w 1775 roku.
Członek konfederacji targowickiej, był posłem ziemi sochaczewskiej na sejm grodzieński (1793).

## Powiązania rodzinne
Jego prapradziadem był Hieronim Radomicki, pradziadem Stanisław Krzycki, zaś bratankiem prymas Franciszek Skarbek-Malczewski.

## Ordery i odznaczenia
- Order Świętego Stanisława (1777)
- Order Orła Białego (1790)[1].